# Кольядо
Кольядо (ісп. Collado) — муніципалітет в Іспанії, у складі автономної спільноти Естремадура, у провінції Касерес. Населення — 198 осіб (2010).
Муніципалітет розташований на відстані близько 180 км на захід від Мадрида, 85 км на північний схід від Касереса.
На території муніципалітету розташовані такі населені пункти: (дані про населення за 2010 рік)
- Кольядо: 198 осіб
- Вега-де-Месільяс: 0 осіб

## Демографія
Динаміка населення (INE ):

## Галерея зображень
- Розташування муніципалітету у провінції Касерес